# ルーベル
ルーベル（Rubel）とは、北部ハイブッシュ系に属するブルーベリーの品種。北部ハイブッシュ系ブルーベリー品種改良の黎明期からある品種である。名前は発見者であるルーベ・リーク（Rube leek）に由来する。

## 概要
交配ではなく、1911年に野生から選抜された。他に選抜された品種にはグローバー、ハーディングなどがあるが、ルーベルはこれらの選抜品種の中で果実の品質が最も優れていた。ルーベルはハイブッシュ系品種の交配のルーツとも言うべき品種で、ここから多くの品種が誕生していった。アメリカのブルーベリーに関する文献の多くが、ルーベルを「ブルーベリーの母」と形容している。また、アントシアニンの含有量が一般的なブルーベリーよりも2倍近くも多く、「健康食品の王者」とも呼称される。用途は生食の他、ケーキ、マフィン、ヨーグルトなどの食品の加工素材に流用される。
果実は色が濃く小粒、葉は細長く、樹木は樹勢が強く大人の背丈ほどまで伸びる。